# جو بوتير
جو بوتير (بالإنجليزية: Jo Potter)‏ (13 نوفمبر 1984 في المملكة المتحدة - ) هي معلقة رياضية ولاعبة كرة قدم بريطانية في مركز الوسط. شاركت مع منتخب إنجلترا لكرة القدم للسيدات. أما مع النوادي، فقد لعبت مع برمنغهام سيتي وشيفيلد وينزداي ونادي أرسنال للسيدات ونادي أرسنال ونادي إيفرتون وCharlton Athletic W.F.C. ‏ ونادي إيفرتون للسيدات وLeicester City W.F.C. ‏ وSheffield Wednesday L.F.C. ‏ وBirmingham City W.F.C. ‏.

## وصلات خارجية
- جو بوتير على موقع الاتحاد الدولي (مؤرشف)  (الإنجليزية)
- جو بوتير على موقع الاتحاد الأوربي (الإنجليزية)
- جو بوتير على موقع قاعدة بيانات كرة القدم.إي يو (الإنجليزية)
- جو بوتير على موقع Soccerway.com (الإنجليزية)